# Chó săn chỉ điểm Ariege
Chó săn chỉ điểm Ariege (tiếng Pháp:Braque de l’Ariège, tiếng Anh: Ariege Pointing Dog hoặc Ariege Pointer) là một giống chó, một con săn có nguồn tốc từ Pháp, thuộc loại chó săn chỉ điểm. Loài này được nuôi với mục đích chủ yếu để đóng vai trò như một con chó săn, không phải như một con vật cưng hay một con chó trình diễn.

## Lịch sử và sử dụng
Chó săn chỉ điểm Ariege được sử dụng bởi thợ săn trong khu vực Ariege của Pyrenees. Giống chó này được cho là có nguồn gốc từ những con chó đã được lai giữa Chó Perdigueiro de Burgos và Chó Bracco Ý. Loài chó này được phát triển vào thế kỷ 20 bởi Braqque Saint-Germain và Braque Francais với những con chó địa phương, với mục đích làm cho chúng nhẹ nhàng và năng động hơn. Trong Thế chiến II, giống chó này gần như biến mất.
Năm 1990, một nhóm các nhà lai tạo đã quyết định cống hiến mình cho sự sống còn của giống chó Braque de l’Ariège. Đặc biệt, ông Alain Deteix đóng góp rất lớn cho sự tồn tại của giống chó này. Ông đứng đầu nhóm các nhà lai tạo và hết lòng cống hiến mình cho sự hồi sinh của một phần di sản quốc gia của Pháp.
Braque de l’Ariège rất phù hợp để săn thỏ rừng và chim đa đa. Loài chó này khỏe mạnh và rất năng động, có khứu giác tuyệt vời và là một giống chó săn có tay nghề cao phù hợp với mọi loại săn bắn.